# Banco Kaupthing
El Banco Kaupthing es un banco comercial y de inversiones de Islandia, el mayor del país, que desarrolla su actividad fundamentalmente en los países nórdicos: Dinamarca, Finlandia, Noruega y Suecia, además de Islandia. También mantiene una fuerte presencia en la banca del Reino Unido después de adquirir en 2005 el Bank Singer & Friedlander, ahora Kaupthing Singer & Friedlander. Tiene también presencia en Luxemburgo, Bélgica, Suiza, Alemania, Austria, la Isla de Man, Catar y Dubái. En 2004 compró el banco danés, FIH Erhvervsbank.
Desde 2000 el banco inició un proceso de expansión con el objetivo aumentar su capacidad y permitir fuertes inversiones de los ahorradores islandeses en el exterior.
El banco se fundó en 1982, con la aparición del libre mercado de capitales en Islandia. Se extendió a Luxemburgo en 1998 y en 2000 abrió oficinas en Nueva York. En los dos años siguientes extendió su red de entidades a los países nórdicos y Ginebra (Suiza). Finalmente, en 2007, comenzó su expansión por Oriente Medio.
El número de empleados en 2008 era de 3.300, teniendo a 31 de diciembre de 2007 unos fondos de más de 58.000 millones de euros, obteniendo unas ganancias en ese ejercicio de 812 millones. Cerca del 70% de la actividad comercial de la entidad se desarrolla fuera de Islandia. El 9 de octubre de 2008, debido a la crisis financiera mundial, el banco fue nacionalizado. El día anterior se habían nacionalizado la segunda y tercera entidad del país por las mismas razones, Landsbanki y Glitnir. Las autoridades financieras islandesas declararón que "La medida tomada es un primer paso necesario para alcanzar los objetivos del Gobierno y el Parlamento islandés de garantizar la operación continua y ordenada de los bancos domésticos y la seguridad de los depósitos domésticos." Las inversiones en el exterior provocaron que los activos bancarios crecieran en cerca de nueve veces el producto interno bruto del país, sin tener capacidad para responder en situaciones de crisis.
En diciembre de 2009, Daniel Thordarsson y Stefnir Ingi Agnarsson, ambos del Kaupthing, fueron sentenciados a ocho meses de prisión.
En 2009 los directivos, ejecutivos y auditores del banco Kaupthing, junto con los del Landsbanki, el Glitnir y el Banco Central de Islandia fueron premiados con el Premio Ig Nobel de Economía.

## Propiedad
Meidur (actualmente Exista) adquirió un 12% del banco en octubre de 2002.

## Detenciones
El 9 de marzo de 2011, Robert Tchenguiz y su hermano Vincent Tchenguiz fueron detenidos por la Serious Fraud Office en Londres en el marco de una investigación conjunta con la Fiscalía Especial de Islandia sobre el colapso del banco islandés Kaupthing. Sin embargo, el 22 de diciembre de 2011, la SFO y el Departamento de Abogados del Tesoro (TSol) admitieron errores de facto en la información usada para obtener las órdenes contra Consensus Business Group y Vincent Tchenguiz; declararon que las órdenes debían ser anuladas; y que todo el material incautado debía ser devuelto ese mismo día. Además, el SFO se ofreció a pagar parte de los costes legales.
En marzo de 2013 se abrieron nuevos procesos en Reykjavík contra el expresidente del banco y otros ejecutivos por "orquestar cinco conspiraciones de manipulación del mercado a gran escala", en el que fue el proceso más largo relacionado con la crisis financiera de Islandia de 2008 hasta el momento.
El 12 de diciembre de 2013, cuatro antiguos jefes del banco fueron sentenciados a entre tres y cinco años y medio de prisión. Estos eran el expresidente ejecutivo, el expresidente de la junta, uno de los propietarios mayoritarios y el expresidente ejecutivo de la sucursal de Luxemburgo. El tribunal los condenó a cinco años y medio, cinco años, tres años y tres años y medio respectivamente en la cárcel. Estas son las sentencias más grandes por fraude financiero en la historia de Islandia. El veredicto fue apelado.
El 12 de febrero de 2015, el Tribunal Supremo mantuvo los veredictos de 2013. Además, las penas para el propietario mayoritario, Ólafur Ólafsson, y Magnús Guðmundsson, exdirector ejecutivo de la sucursal de Luxemburgo, se alargaron a 4,5 años de prisión.